# 恩斯特·奥古斯特·科斯特林

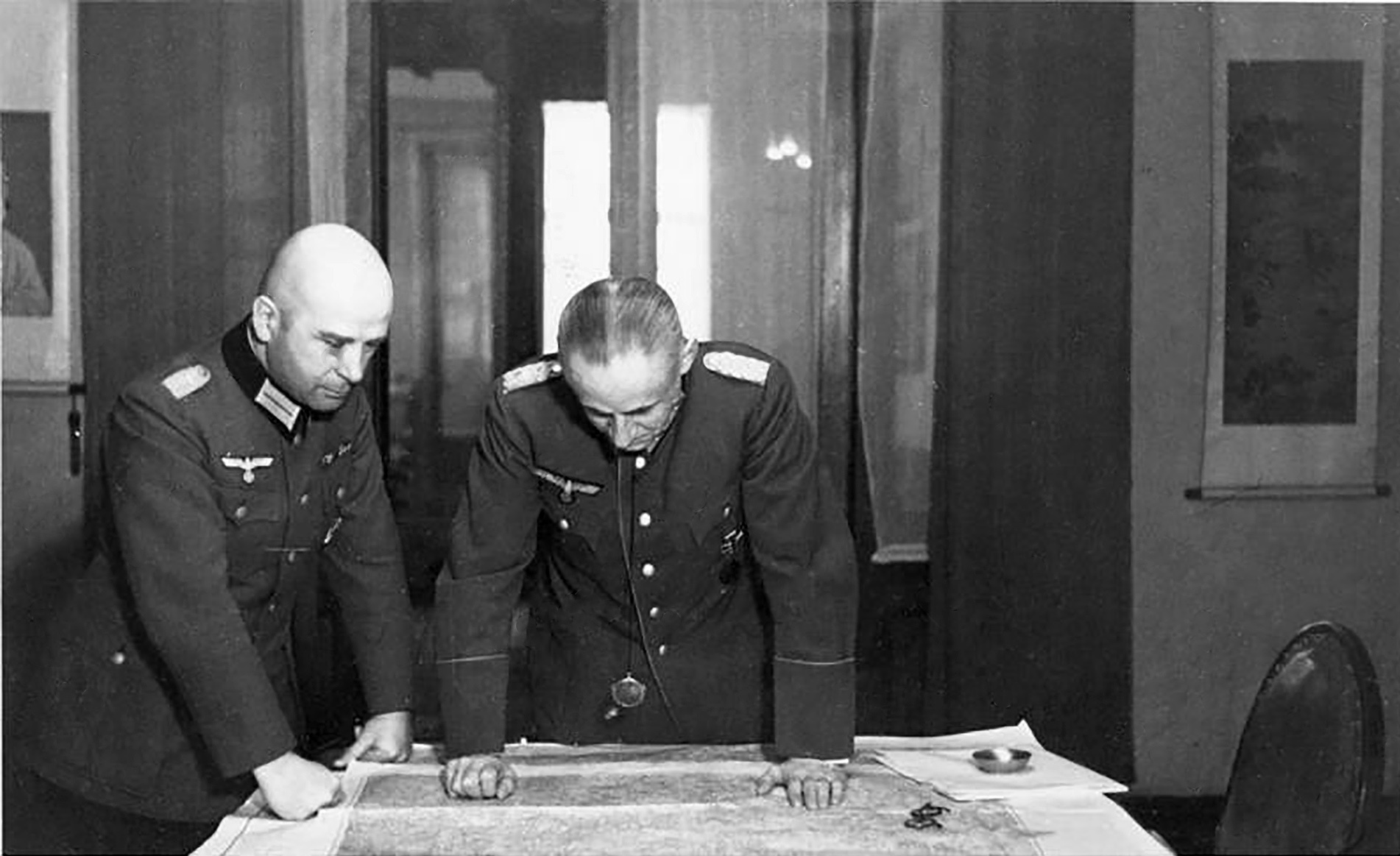
恩斯特-奥古斯特·科斯特林（右）與漢斯·克雷布斯

恩斯特-奥古斯特·科斯特林（Ernst-August Köstring，1876年6月20日—1953年11月20日）是一位德国外交官、军官，曾参加第二次世界大战。

## 生平
科斯特林生于俄罗斯帝国境内，于圣彼得堡（一说莫斯科）长大，俄语流利。和很多德裔俄罗斯人一样，他在一战爆发前不久离开了俄罗斯。一战期间，他在汉斯·冯·塞克特少将麾下服役于奥匈帝国陆军第7集团军。战后，科斯特林留在了威瑪防衛軍里。自1919年起，他返回普鲁士战争部，同年，他被派遣到新近成立的帝國國防部工作。
1935年8月1日，他出任德國驻俄罗斯和立陶宛的武官，后被派到莫斯科。在德苏入侵波兰期间，科斯特林作为德国驻莫斯科武官在协调两国行动上起到了关键作用。1939年9月，科斯特林与海因里希·阿申布伦纳（Heinrich Aschenbrenner）上校一同参与了莫洛托夫-里宾特洛甫协定的商议。1940年8月8日，科斯特林受到弗朗茲·哈爾德将军警示“很快就有一大堆问题等着你来回答了”，科斯特林也就成了德国突然对苏开战前为数不多的知情人之一。由于巴巴罗萨计划已制定好，科斯特林开始在莫斯科站不住脚了。他不久回到德国，之后被分配进了元首預備隊。他后来和弗雷德里希·沃尔纳·冯·舒伦堡一同访问了战俘营，並試圖征召苏军战俘加入德軍。
1941年5月1日，德国军事代表团（其中就有科斯特林和漢斯·克雷布斯）参加了在莫斯科举行的五一国际劳动节阅兵式。
1945年5月4日，科斯特林向美国陆军投降，后于1947年获释。他参与撰写的《苏联人民》（The Peoples of the Soviet Union，1946年）一书后为美陆军所用。